# 대뇌 피질
대뇌 피질(大腦皮質, cerebral cortex) 또는 대뇌 겉질은 대뇌의 표면에 위치하는 신경세포들의 집합이다. 두께는 위치에 따라 다르지만 1.5~4밀리미터 정도이다. 같은 포유류라도 종에 따라 대뇌피질의 두께는 다양하다. 대뇌피질은 부위에 따라 기능이 다르며 각각 기억, 집중, 사고, 언어, 각성 및 의식 등의 중요기능을 담당한다.
대뇌 피질은 대뇌의 안쪽 부분과 비교해 어두운 색을 띠고 있어 회백질(gray matter)라고 부르고, 반대로 안쪽은 백질(white matter)이라 한다. 회백질은 신경세포체와 모세혈관으로 이루어져 있고, 백질은 축삭을 둘러싼 미엘린 때문에 백색으로 보인다. 대뇌피질은 계통발생학상 신피질과 이종피질(부등겉질, allocortex)로 나누기도 하는데, 사람은 대뇌피질의 90%가 신피질이고 10%만이 이종피질이다. 신피질은 여섯 개의 층으로 분화된다.
대뇌는 한정된 공간에서 넓은 표면적을 갖도록 복잡하게 주름져 있다. 표면쪽으로 융기된 부위를 이랑(gyrus)라 하며, 그 사이의 움푹 들어간 부위를 고랑(sulcus)라고 한다. 전체 대뇌피질의 약 2/3는 대뇌고랑을 이루며 안쪽으로 들어가 있어 표면에서 관찰되지 않는다. 대뇌피질은 이랑과 고랑의 모양과 그 부위가 위상적으로 어디에 있는 지에 따라 전두엽, 두정엽, 측두엽, 후두엽으로 나뉜다.

## 구조

### 신피질의 층
대뇌피질의 대부분을 차지하는 신피질의 대부분에서는 6개의 층 구조가 발견된다. 각각의 피질층은 신경세포종류와 다른 피질영역(cortical region)과 피질하영역(subcortical region)에서 연결의 차이가 있다. 층구조에 따라 대뇌피질영역을 나눌 수 있는데, 6개의 층구조가 명확하게 나눠져 있는 부위를 신피질(동종피질, neocortex)라고 하고 반대로, 부등피질(이종피질, allocortex)는 6개보다 적은 층구조이다.
부등피질을 갖는 부위의 예로는 해마조직(hippocampus)가 있는데, 해마조직의 피질은 3개의 세포층을 갖는다.

#### 1층 분자층(molecular layer)
가장 바깥층으로 신경세포가 거의 없다. 주로 가지돌기(dendrite)와 축삭(axon)의 종말가지로 이루어져 있다. 신경섬유에 대한 염색을 하였을 때 가지돌기와 축삭이 점상으로 관찰된다. 이 층에 분포하는 가지돌기는 피라밋세포(pyramidal neuron)에서 뻗어 나온 것이 대부분이다. 반면 축삭은 같은쪽 및 반대쪽 대뇌반구의 대뇌피질 또는 시상에서 나온 것들로 구성되어 있다. 분자층은 주로 시냅스가 일어나는 층이라고 할 수 있다.

#### 2층 바깥과립층(external granular layer)
대부분 별세포(성상세포, stellate neuron)으로 이루어져 있고 작은 피라밋세포가 흩어져 있다. 이 세포들의 돌기들은 분자층에서 끝나며 축삭은 더 깊은 층으로 들어가거나 대뇌반구의 백질까지 들어간다.

#### 3층 바깥피라밋층(external pyramidal layer)
전형적인 피라밋세포(pyramidal cell)로 구성된 층으로, 표면에서 깊어질수록 큰 신경세포가 분포하는 특징을 보인다. 이 층에 위치한 피라밋세포의 돌기들은 분자층으로 들어가고, 축삭은 대뇌피질의 다른 부위로 뻗는 연합섬유 또는 맞교차섬유가 된다.

#### 4층 속과립층(internal granular layer)
주로 별세포로 이루어진 층이며, 다른 사이신경세포나 피라밋세포도 약간 섞여 있다. 시상으로부터 들어오는 구심성 경로의 종착지이기도 하다.

#### 5층 속피라밋층(internal pyramidal layer)
바깥피라밋층에 비해 직경이 큰 피라밋세포가 분포하는 층으로, 사이사이에 많은 사이신경세포가 섞여 있다. 속피라밋층에 위치한 피라밋세포의 축삭은 새줄무늬체(striatum), 뇌줄기(brain stem), 척수(spinal cord) 등의 피질하영역으로 뻗는 투사섬유가 된다. 중심전회 (Precentral gyrus)의 운동피질에서 속피라밋층의 피라밋세포들은 크고 베츠세포라고 불린다. 이러한 세포들은 피질척수로나 추체로 (Pyramidal tract)의 투사섬유의 3%정도를 차지한다.

#### 6층 뭇모양층(multiform layer)
이 층에는 방추세포(fusiform cell)가 분포하는 것이 특징이지만, 대부분의 세포들은 삼각형모양의 세포체를 갖는 피라밋세포와 여러 종류의 사이신경세포도 섞여 있다. 말티노티세포 (Martinotti cell)들도 다모양층에 많이 있다. 백질로 들어가고 나오는 세포들이 많이 있으며, 특히 시상으로 내보내는 원심성 경로의 시점이기도 하다.

## 해부적 영역
사람의 대뇌피질은 표면적이 매우 넓어 주름져 있으며, 따라서 바깥쪽으로 튀어나온 이랑(gyrus)과 안쪽으로 움푹 파인 고랑(sulcus)이 존재하게 된다. 이랑과 고랑을 경계로 대뇌피질의 영역을 구분하기도 한다. 대뇌 표면의 구조 가운데 대뇌피질 영역을 구분하는 중요한 지표가 되는 것을 나열하면 다음과 같다.
- 중심고랑(Central sulcus, fissure of Rolando): 앞쪽의 운동세포쪽에 존재하며 뒤쪽부분의 감각정보를 받으며 1cm정도의 깊이를 갖는 아주 깊은 고랑이다. 한편 대뇌 반구의 가쪽 면에서 이마엽과 마루엽의 경계가 되는 두 번 굽은 고랑아디. 이것을 기준으로 앞쪽은 운동 영역, 뒤쪽은 몸 감각 영역이 된다.
- 가쪽고랑(Lateral sulcus, Sylvian fissure): 대뇌반구의 아랫쪽 표면과 옆쪽 표면을 구분할 수 있다.
- 마루뒤통수고랑(Parieto-occipital sulcus): 반구의 위쪽의 중앙끝부분에서 시작하여 후두극까지 이어진다. 중앙표면아래로 내려와서 새발톱고랑(Calcarine sulcus)와 만난다.
- 새발톱고랑(Calcarine sulcus): 반구의 중앙표면에 있으며 뇌들보의 뒤쪽 끝부분 아래에서 시작하여 뒤통수극(occipital pole)에 이른다.
- 둘레섬고랑(circular sulcus of insula): 가쪽고랑을 벌렸을 때 관찰되는 고랑으로, 섬엽(insular lobe)을 거의 둘러싸고 있다.

가쪽고랑와 마루뒤통수고랑은 태아기 초기에 형성되며, 성인의 대뇌 고랑 중 가장 깊게 패여 있다. 가쪽고랑에 의해 전두엽(이마엽, frontal lobe)과 측두엽(관자엽, temporal lobe)이, 마루뒤통수고랑에 의해 두정엽(마루엽, parietal lobe)과 후두엽(뒤통수엽, occipital lobe)이 서로 구분된다. 중심고랑은 전두엽과 두정엽을 구분하며, 둘레섬고랑은 섬엽을 나머지 전두엽·두정엽·측두엽과 구분하는 경계가 된다.

### 전두엽
전두엽은 대뇌반구의 전방에 있는 부분으로 전전두엽 관련 영역을 가져 기억력·사고력 등의 고등행동을 관장하며 다른 연합영역으로부터 들어오는 정보를 조정하고 행동을 조절한다. 또한 추리, 계획, 운동, 감정, 문제해결에 관여한다. 전두엽의 피질은 중앙전두피질, 안와전두피질, 후하전두피질, 등측면 전두피질로 구분할 수 있다.
- 중앙전두피질 (혹은 중앙전전두영역)은 각성과 자극 및 동기부여에 중요한 역할을 한다. 만약 이부위에 병소가 생기면 주의력이 결핍, 무관심, 반응이 느려지는 등의 무의지증을 보이게 된다.
- 안와전두피질 (혹은 안와전전두영역)은 사회적 행동 조절을 돕는다. 안와전두피질에 병소가 생긴 환자는 정서적으로 불안정해지며 나이가 들면 치매, 비이상적 행동들을 하게 된다. 이러한 변화는 전두엽 특히, 안와전두피질의 퇴화의 결과일 수 있다.
- 좌측후하전두피질 (Left posteroinferior frontal cortex, 후하측전전두영역)은 언어표현기능을 조절한다. 이부분에 병소가 생기면 의사표현에 문제가 유발된다.
- 등측면 전두피질 (Dorsolateral frontal cortex)은 작업 기억과 같은 가장 최근에 획득한 정보를 다룬다. 이 영역에 병소가 생기면 정보를 기억하는 능력이 손상된다.

### 두정엽
두정엽은 중심고랑과 마루뒤통수고랑 사이, 바깥쪽 틈새 상부에 있으며 기관에 운동명령을 내리는 운동중추가 있다. 체감각 피질과 감각연합영역이 있어 촉각, 압각, 통증 등의 체감각 처리에 관여하며 피부, 근골격계, 내장, 미뢰로부터의 감각신호를 담당한다.
- 앞쪽 두정엽의 뒤쪽부분은 일차체성신경피질이며 체감각자극을 인지하고 형태, 무게등을 기억한다. 일차체성감각피질은 모든 치감각자극을 받는다. 앞쪽 두정엽의 병소는 촉각으로 사물을 인지하는 데에 어려움을 유발할 수 있다.
- 중심후회 (Postrolandic area)로부터 후측면은 시각과 공간의 관계를 형성하고 다른 감각을 통해 인지한 정보와 통합하여 움직이는 사물의 존재를 형성해낸다. 이 영역은 고유 수용성 감각 (Propiroception)을 매개한다.
- 중앙두정엽 (Midparietal lobe)은 계산, 글쓰기, 손가락인지와 같은 능력과 관련있다. 각회 (Angular gyrus)에 병소가 생기면 이러한 능력이 결함될 수 있다.

### 측두엽
측두엽은 대뇌반구의 양쪽 가에 있는 부분으로 청각연합영역과 청각피질이 있어 청각정보의 처리와 감정, 사실적 기억, 시각적 기억 정보를 처리한다. 오른쪽 측두엽이 손상된 환자는 비언어적 청각자극 (예: 음악)에 대한 해석능력을 상실한다. 왼쪽 측두엽이 손상되면 언어의 형성과 기억, 인지능력에 크게 방해받는다.

### 후두엽
후두엽은 바깥쪽 표면에서 두정후두고랑 위쪽 끝부분과 후두전패임을 잇는 가상적인 선의 뒤쪽 부분이고, 안쪽 표면에서는 두정후두고랑의 뒤쪽 부분이다. 시각연합영역과 일차시각피질이라고 하는 시각중추가 있어 시각정보의 처리를 담당한다. 눈으로 들어온 시각정보가 시각피질에 도착하면 사물의 위치, 모양, 운동 상태를 분석한다. 여기에 장애가 생기면 눈의 다른 부위에 이상이 없더라도 볼 수 없게 된다. 후두엽에서 발작이 일어나면 환시 (Visual hallucication)가 유발될 수 있다.

### 섬엽
섬엽 (insular lobe)은 가쪽고랑을 벌렸을 때 관찰되는 부분으로, 둘레섬고랑을 통해 주변 전두엽·두정엽·측두엽과 구분된다. 섬엽을 덮고 있는 주변 피질을 덮개(operculum)라고 부르며, 이를 다음과 같이 구분할 수 있다.
- 이마덮개(frontal operculum): 전두엽 아래이마이랑 중 가쪽고랑의 앞가지와 오름가지 사이에 위치하는 세모부분에 해당한다.
- 이마마루덮개(frontoparietal operculum): 전두엽 아래이마이랑 중 가쪽고랑의 오름가지 뒤쪽에 위치하는 덮개부분, 중심앞이랑의 아래쪽 부분, 두정엽 중심뒤이랑의 아래쪽 부분, 그리고 아래마루소엽의 아래 앞쪽 부분을 포함한다.
- 관자덮개(temporal operculum): 가쪽고랑 아래쪽에 위치하는 위관자이랑 및 가로관자이랑에 해당한다.

### 브로드만 영역
브로드만 영역은 독일의 해부학자인 코르비니안 브로드만이 세포 구조에 따라 구획을 나눈 것이다.

## 발생
태아의 발달 과정 중 대뇌 피질의 발달을 연구하는 학문을 피질발생학(corticogenesis)라 한다. 피질은 유전자와 상호작용이 복합적으로 작용하여 복잡한 구조물을 생성하게된다.
인간의 뇌는 배아의 초기발생과정에서 나타나는 신경관(neural tube)에서 발달이 시작된다.
신경관이 점차 발달하면서 전뇌, 중간뇌, 후뇌로 분화되는데, 전뇌가 대뇌로 발달한다. 전뇌는 다시 종뇌(telencephalon)와 간뇌(diencephalon)로 분화된다. 여기서 종뇌는 최종적으로 신피질, 기저핵, 대뇌변연계로 분화되고, 간뇌는 시상과 시상하부로 분화된다.

### 피질 규칙화

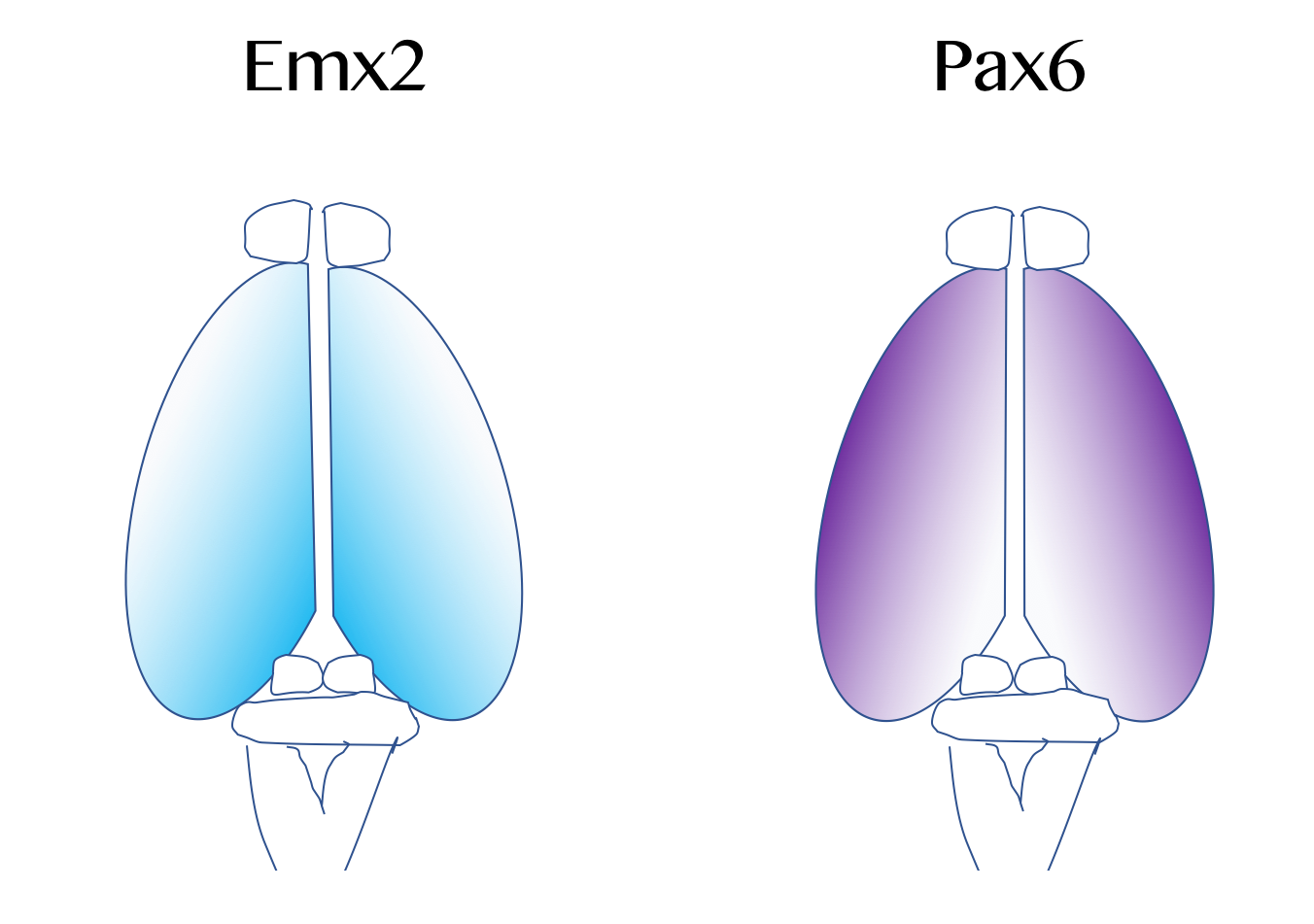
EMX2는 대뇌 중앙/후방에서, PAX6는 대뇌 가측/전방에서 많이 분비된다.

대뇌 피질은 일차운동피질이나 시각피질의 사례처럼, 각 영역이 특별한 기능에 대응되는 경향이 있다. 이러한 해부-기능간 대응관계는 원지도(protomap)이라고 하여 태아 발달 초기단계에서 FGF8 등 섬유아세포 성장인자라 하는 분자의 분포에 따라 미리 결정된다. 다른 성장 인자들처럼 섬유아세포 성장인자의 분포에 따라 대뇌 피질의 크기, 형태, 위치 등이 결정되는데, 이를 피질 규칙화(cortical patterning)이라 한다.
EMX2와 PAX6이 대표적인 예시다. 이들은 서로 피질 내에서 농도 기울기가 반대로 분포하고 있는데, EMX는 중앙/후방으로 갈수록 그 농도가 높고 PAX는 가측/전방으로 갈수록 그 농도가 높다. 만일 이 농도 기울기가 이 상태로 유지되지 않는다면 대뇌피질이 정상적으로 발달하지 않는다는 것이 밝혀졌다. 일례로, PAX6에 돌연변이가 생긴 경우 EMX2가 비정상적으로 많이 분비되어 시각 피질 등 중앙/후방에 배치된 피질의 영역이 비정상적으로 커지게 된다. 그 반대의 경우도 마찬가지로, PAX6가 과분비되는 경우 전두엽과 운동피질의 영역이 비정상적으로 커진다. 따라서 이 두 물질들은 대뇌피질의 발달에 관여하는 대표적인 세포 신호전달물질로 거론된다. FGF도 마찬가지인데, FGF8이 대뇌 전방에서 과분비될 경우 후방의 EMX2 농도가 과다분비된다.

## 임상적 의의
신경퇴행성 질병인 알츠하이머 병(Alzhimer's disease)과 라포라 병(Lafora's disease)은 대뇌피질이 위축되어 있어 대뇌피질을 관찰하여 질병을 판단한다.

## 같이 보기
- 띠이랑
- 뇌섬엽 (insular lobe, insula, insular cortex)